# 国鉄1745形蒸気機関車
1745形は、かつて日本国有鉄道の前身である鉄道省に在籍したタンク式蒸気機関車である。

## 概要
本形式は、中国鉄道の5形（9）で、1944年（昭和19年）6月1日付けで同鉄道が戦時買収されたことにより、国有鉄道籍を得たものである。国有化に際して、1745形（1745）と改番された。ただし、改番は書類上のことで、現車の改番はなされないままであった。下関で入換に使用されていたが、1952年（昭和27年）に川崎製鉄千葉製鉄所に譲渡され、同社のNUS.9となった。
この機関車は1907年（明治40年）、イギリスのカー・ステュアートが1両（製造番号1040）を製造した、車軸配置0-6-0(C)のタンク機関車である。アルゼンチナ・クラスと呼ばれる規格型機関車で、これを1,067mm軌間用に縮小したのが、本形式である。同社流のずんぐりしたデザインの機関車で、軸重が大きく軌道を傷めるとして中国鉄道では不評であったが、川崎製鉄に移ってからはその堅牢さを買われて好評であったという。

## 主要諸元
- 全長 : 8,718mm
- 全高 : 3,333mm
- 全幅 : 2,515mm
- 軌間 : 1,067mm
- 車軸配置 : 0-6-0(C)
- 動輪直径 : 1,067mm
- 弁装置 : スチーブンソン式基本型
- シリンダー（直径×行程） : 368mm×508mm
- ボイラー圧力 : 11.2kg/cm2
- 火格子面積 : 1.11m2
- 全伝熱面積 : 58.5m2
  - 煙管蒸発伝熱面積 : 52.4m2
  - 火室蒸発伝熱面積 : 6.1m2
- 小煙管（直径×長サ×数） : 45mm×2,837mm×134本
- 機関車運転整備重量 : 33.72t
- 機関車空車重量 : 26.43t
- 機関車動輪上重量（運転整備時） : 33.72t
- 機関車動輪軸重（第1動輪上） : 12.40t
- 水タンク容量 : 1.72m3
- 燃料積載量 : 3.64t
- 機関車性能
  - シリンダ引張力（0.85P）: 6,140kg
- ブレーキ方式 : 手ブレーキ、蒸気ブレーキ